# Astiphromma unicolor
Astiphromma unicolor är en stekelart som beskrevs av Tohru Uchida 1933. Astiphromma unicolor ingår i släktet Astiphromma och familjen brokparasitsteklar. Inga underarter finns listade.